# Libor Soldán
Libor Soldán (* 30. března 1964 Moravská Třebová) je český fotbalový trenér a bývalý profesionální hráč.

## Fotbalová kariéra
Začínal v Kunčině, dále hrál za Slovan Moravská Třebová. Po vojně ve VTJ Kroměříž hrál za ZVL Považská Bystrica, Sigmu Olomouc, Zbrojovku Brno a Slováckou Slavii Uherské Hradiště. V československé a české lize nastoupil ve 182 utkáních a dal 22 gólů (Československá fotbalová liga: 91/13, 1. česká fotbalová liga: 91/9). Začínal jako útočník, později se stal typickým liberem a vůdcem obrany, specialistou na přímé kopy a dobrým technikem těžícím ze zkušenosti a univerzálnosti. Kariéru končil ve Spartaku Hluk a Babicích na Uherskohradišťsku.
V sezoně 2016/17 vedl mužstvo SK Boršice v Přeboru Zlínského kraje jako hrající trenér. Na hřiště se dostával jako střídající hráč a v 17 startech si během 265 odehraných minut připsal 3 branky.

## Ligová bilance
| Ročník                                      | Zápasy | Góly | Klub                                |
| ------------------------------------------- | ------ | ---- | ----------------------------------- |
| 1. slovenská národní fotbalová liga 1985/86 | 17     | 0    | ZVL Považská Bystrica               |
| 1. slovenská národní fotbalová liga 1986/87 | 30     | 1    | ZVL Považská Bystrica               |
| 1. československá fotbalová liga 1987/88    | 6      | 0    | Sigma Olomouc                       |
| 1. slovenská národní fotbalová liga 1988/89 | 21     | 13   | ZVL Považská Bystrica               |
| 1. československá fotbalová liga 1989/90    | 29     | 4    | ZVL Považská Bystrica               |
| 1. československá fotbalová liga 1990/91    | 29     | 5    | Zbrojovka Brno                      |
| Českomoravská fotbalová liga 1991/92        | 29     | 11   | Zbrojovka Brno                      |
| 1. československá fotbalová liga 1992/93    | 27     | 4    | FC Boby Brno                        |
| 1. česká fotbalová liga 1993/94             | 24     | 0    | FC Boby Brno                        |
| 2. česká fotbalová liga 1994/95             | 25     | 11   | FC Slovácká Slavia Uherské Hradiště |
| 1. česká fotbalová liga 1995/96             | 29     | 3    | FC Slovácká Slavia Uherské Hradiště |
| 2. česká fotbalová liga 1996/97             | 28     | 2    | FC Slovácká Slavia Uherské Hradiště |
| 2. česká fotbalová liga 1997/98             | 19     | 1    | FC SYNOT Staré Město                |
| 2. česká fotbalová liga 1998/99             | 30     | 5    | FC SYNOT Staré Město                |
| 2. česká fotbalová liga 1999/00             | 29     | 4    | FC SYNOT Staré Město                |
| Gambrinus liga 2000/01                      | 24     | 5    | 1. FC Slovácko                      |
| Gambrinus liga 2001/02                      | 14     | 1    | 1. FC Slovácko                      |
| CELKEM 1. LIGA                              | 182    | 22   |                                     |
| CELKEM 2. LIGA                              | 228    | 48   |                                     |